# Orchestra Filarmonica di Tampere
L'Orchestra Filarmonica di Tampere (in finlandese Tampere Filharmonia) è un'orchestra finlandese con sede a Tampere. Fondata nel 1930 e mantenuta dal comune di Tampere dal 1947, l'orchestra si trova attualmente nella Sala di Tampere. L'orchestra collabora con l'Opera di Tampere ed il Balletto di Tampere e partecipa regolarmente al festival musicale della Biennale di Tampere.

## Storia
Nel 1929 il Consiglio Musicale di Tampere decise di fondare un'orchestra locale e affidò il compito di riunire i musicisti a Elias Kiianmies, che divenne il primo direttore dell'orchestra. Il gruppo, chiamato prima Tampereen Orkesteri (Orchestra Tampere) e composto da 34 musicisti, tenne la sua prima esibizione il 6 gennaio 1930 nel municipio di Tampere. Nella primavera del 1932 Eero Kosonen divenne direttore principale dell'orchestra e ricoprì il ruolo per 37 anni. Nel 1947 il municipio rilevò l'orchestra, ribattezzandola Tampereen Kaupunginorkesteri (Orchestra della Città di Tampere). Sotto il nuovo nome l'orchestra diede la sua prima esibizione il 9 gennaio.
Durante gli anni '70 il numero di musicisti aumentò fino a 59. Nel 1974 l'orchestra pubblicò il suo primo disco, la Sinfonia n. 4 di Kalevi Aho. Da allora 40 registrazioni sono state pubblicate a livello locale e internazionale, con etichette come Finlandia e Ondine. Come parte delle sue celebrazioni per il 50º anniversario, l'orchestra fece la sua prima tournée internazionale, visitando Stoccolma e Norrköping in Svezia. L'orchestra andò in tournée per la prima volta negli Stati Uniti nel 1987.
Nel 1990 il sovietico americano Leonid Grin divenne il primo direttore principale dell'orchestra al di fuori della Finlandia. L'orchestra si trasferì nella nuova Sala Tampere da 1756 posti. Nel 1998 Eri Klas divenne il direttore principale dell'orchestra e ricoprì la carica fino al 2006. Klas ottenne il titolo di direttore laureato dell'orchestra fino alla sua morte nel 2016.
L'orchestra ricevette il suo nome attuale nel 2002. La dimensione dell'orchestra continuò ad aumentare e raggiunse i 97 musicisti nel 2005, diventando così l'unica orchestra sinfonica finlandese su vasta scala al di fuori di Helsinki. Dall'inizio della stagione 2013-2014 il direttore principale dell'orchestra è Santtu-Matias Rouvali, che diresse l'orchestra come ospite per la prima volta nel gennaio 2010. Successivamente tornò come direttore ospite nel dicembre 2011. Nel settembre 2012 l'orchestra annunciò la nomina di Rouvali come direttore principale, con efficacia dalla stagione 2012-2013, con un contratto iniziale di 3 anni. Il suo attuale contratto con l'orchestra è fino al 2019.
L'orchestra ha programmi educativi rivolti a bambini e giovani ed è la prima orchestra finlandese con un club di giovani ascoltatori. Al di fuori della musica classica, l'orchestra ha partecipato alla registrazione dell'album power metal Vendetta del gruppo finlandese Celesty.

## Direttori principali
- Elias Kiianmies (1930–1932)
- Eero Kosonen (1932–1968)
- Juhani Raiskinen (1969–1973)
- Jouko Saari (1973–1974)
- Paavo Rautio (1974–1987)
- Atso Almila (1987–1989)
- Ari Rasilainen (1989–1990)
- Leonid Grin (1990–1994)
- Tuomas Ollila (1994–1998)
- Eri Klas (1998–2006)
- John Storgårds (2006–2009)
- Hannu Lintu (2009–2013)
- Santtu-Matias Rouvali (2013–2023)
- Matthew Halls (2023-in attività)